# Codice ATC P03
Il codice ATC P03 "Ectoparassiticidi, compresi anti-scabbia, insetticidi e repellenti" è un sottogruppo del sistema di classificazione Anatomico Terapeutico e Chimico, un sistema di codici alfanumerici sviluppato dall'OMS per la classificazione dei farmaci e altri prodotti medici. Il sottogruppo P03 fa parte del gruppo anatomico P, Antiparassitari, insetticidi e repellenti.
Codici per uso veterinario (codici ATCvet) possono essere creati ponendo la lettera Q di fronte al codice ATC umano: QP03...
Numeri nazionali della classificazione ATC possono includere codici aggiuntivi non presenti in questa lista, che segue la versione OMS.

## P03A Ectoparassiticidi, inclusi scabicidi

### P03AA Prodotti che contengono zolfo
P03AA01 Dixantogeno
P03AA02 Polisolfuro di potassio
P03AA03 Mesulfene
P03AA04 Disulfiram
P03AA05 Tiram
P03AA54 Disulfiram, combinazioni

### P03AB Prodotti che contengono cloro
P03AB01 Clofenotano
P03AB02 Lindano
P03AB51 Clofenotano, combinazioni

### P03AC Piretrine, inclusi composti sintetici
P03AC01 Piretro
P03AC02 Bioalletrina
P03AC03 Fenotrina
P03AC04 Permetrina
P03AC51 Piretro, combinazioni
P03AC52 Bioalletrina, combinazioni
P03AC53 Fenotrina, combinazioni
P03AC54 Permetrina, combinazioni

### P03AX Altri ectoparassiticidi, inclusi scabicidi
P03AX01 Benzoato di benzile
P03AX02 Rame oleinato
P03AX03 Malatione
P03AX04 Quassia
P03AX05 Dimeticone
P03AX06 Alcol benzilico

## P03B Insetticidi e repellenti

### P03BA Piretrine
P03BA01 Ciflutrin
P03BA02 Cipermetrina
P03BA03 Deltametrina
P03BA04 Tetrametrina

### P03BX Altri insetticidi e repellenti
P03BX01 Dietiltoluamide
P03BX02 Dimetilftalato
P03BX03 Dibutilftalato
P03BX04 Dibutilsuccinato
P03BX05 Dimetilcarbato
P03BX06 Etoexadiolo